# Mamma Mia! The Movie Soundtrack
Mamma Mia! The Movie Soundtrack Featuring the Songs of Abba är ett soundtrackalbum för Universal Pictures musikalfilm Mamma Mia! från 2008, baserad på scenmusikalen med samma namn. Den innehåller framträdanden av filmskådespelarna Meryl Streep, Amanda Seyfried, Pierce Brosnan, Stellan Skarsgård, Colin Firth, Julie Walters, och Christine Baranski.

## Låtlista

### CD
| Nr | Låt                                                       | Sångare | Längd |
| -- | --------------------------------------------------------- | --- | ----- |
| 1  | "Honey, Honey"                                            | Amanda Seyfried | 3:07  |
| 2  | "Money, Money, Money"                                     | Hela ensemblen | 4:54  |
| 3  | "Mamma Mia!"                                              | Meryl Streep | 3:34  |
| 4  | "Dancing Queen"                                           | Meryl Streep, Christine Baranski, Julie Walters, Björn Ulvaeus, Rita Wilson, Phillip Michael, Amanda Seyfried och Colin Firth | 4:49  |
| 5  | "Our Last Summer"                                         | Amanda Seyfried, Pierce Brosnan, Colin Firth, Stellan Skarsgård                                                               | 2:58  |
| 6  | "Lay All Your Love on Me"                                 | Dominic Cooper och Amanda Seyfried                                                                                            | 4:29  |
| 7  | "Super Trouper"                                           | Meryl Streep, Christine Baranski, och Julie Walters                                                                           | 3:54  |
| 8  | "Gimme! Gimme! Gimme! (A Man After Midnight)"             | Hela ensemblen | 3:53  |
| 9  | "The Name of the Game"                                    | Amanda Seyfried | 4:55  |
| 10 | "Voulez-Vous"                                             | Hela ensemblen | 4:35  |
| 11 | "SOS"                                                     | Pierce Brosnan och Meryl Streep                                                                                               | 3:21  |
| 12 | "Does Your Mother Know"                                   | Christine Baranski och Philip Michael                                                                                         | 3:05  |
| 13 | "Slipping Through My Fingers"                             | Meryl Streep och Amanda Seyfried                                                                                              | 3:50  |
| 14 | "The Winner Takes It All"                                 | Meryl Streep och Pierce Brosnan                                                                                               | 4:59  |
| 15 | "When All is Said and Done"                               | Pierce Brosnan och Company | 3:18  |
| 16 | "Take a Chance on Me"                                     | Julie Walters och Stellan Skarsgård                                                                                           | 4:02  |
| 17 | "I Have a Dream"/ "Thank You for the Music" (gömda låtar) | Amanda Seyfried | 8:37  |

### iTunesversion
| Nr | Låt                       | Sång            | Längd |
| -- | ------------------------- | --------------- | ----- |
| 17 | "I Have a Dream"          | Amanda Seyfried | 4:23  |
| 18 | "Thank You for the Music" | Amanda Seyfried | 3:44  |

## Icke utgivna sånger
1. "I Have a Dream" (prolog) - Amanda Seyfried
2. "Chiquitita" - Christine Baranski och Julie Walters
3. "I Do, I Do, I Do, I Do, I Do" - Cast
4. "Mamma Mia (Repris)" - Cast
5. "Dancing Queen (Repris)" - Cast
6. "Waterloo" - Cast

"Honey, Honey" har också listats som nr. 16 på Norwegian Singles Chart och nr. 50 på den australiska ARIA Singles Chart, beroende på hög nerladdningsförsäljning. 

## Tabell
| \| Tabell (2008) \| Topp- position \| Sålda kopior \| Certifiering \| \| -------------------------------------------- \| -------------- \| ------------ \| ------------ \| \| United World Chart \| 1 \| 3 000 000+ \| Platinum \| \| UK Top 20 Compilations Chart \| 1 \| 300 000+ \| Platinum [1] \| \| Sweden Top 40 \| 1 \| 100 000+ \| 2 x Platinum \| \| French Top 200 Chart \| 8 \| 200 000+ \| Platinum \| \| Australian ARIA Albums Chart \| 1 \| 140 000+ \| 2xPlatinum \| \| New Zealand Top 40 \| 1 \| 30 000+ \| 2xPlatinum \| \| Irish Albums Chart \| 1 \| 20 000+ \| Platinum \| \| Austrian Albums Chart \| 1 \| 30 000+ \| Platinum \| \| Greek Top 50 Albums Chart \| 1 \| 30 000+ \| 2 x Platinum \| \| Norway Albums Chart \| 1 \| 40 000+ \| Platinum \| \| Finnish Albums Chart \| 1 \| 30 000+ \| Platinum \| \| Danish Albums Chart \| 1 \| 30 000+ \| Platinum \| \| Swiss Albums Chart \| 1 \| 30 000+ \| Platinum \| \| Hungarian Top 40 Albums Chart \| 1 \| 30 000+ \| 2 x Platinum \| \| Canadian Top 100 Albums Chart \| 1 \| 80 000+ \| Platinum \| \| German Top 100 Albums Chart \| 2 \| 80 000+ \| Gold \| \| Czech Republic Albums Chart \| 1 \| 10 000+ \| Gold \| \| Mexican Top 100 Albums Chart[2] \| 2 \| 50 000+ \| Gold[3] \| \| Mexican Top 20 International Albums Chart[4] \| 2 \| 50 000+ \| Gold[3] \| \| Dutch Top Albums \| 5 \| 30 000+ \| Gold \| \| Polish Albums Chart \| 1 \| 20 000+ \| Platinum \| \| Spanish Top 100 Albums Chart \| 1 \| 40 000+ \| Gold \| \| Brazil Top 40 Albums \| 21 \| 30 000+ \| \| \| Argentinian Albums Chart \| 2 \| 50 000+ \| Platinum \| \| Estonian Albums Chart \| 2 \| 5 000+ \| \| \| Global Albums Chart \| 1 \| \| \| \| European Top 100 Albums Chart \| 3 \| 1 000 000+ \| Platinum \| \| Top Internet Albums \| 1 \| \| \| \| US Billboard 200 \| 1 \| 1 000 000+ \| Platinum[5] \| \| US Comprehensive Charts \| 1 \| \| \| \| US Top Digital Albums \| 1 \| \| \| \| US Billboard Top Soundtracks \| 1 \| \| \| \| Portuguese Top 30 Albums Chart \| 1 \| 40 000+ \| 2 x Platinum \| \| Belgium Flemish Album Chart \| 5 \| \| \| \| Belgium Wallonia Album Chart \| 7 \| \| \| \| Italian Compilation Chart \| 1 \| \| \| - Amanda Seyfried som Sophie Sheridan - Meryl Streep som Donna Sheridan - Julie Walters som Rosie - Christine Baranski som Tanya - Pierce Brosnan som Sam Carmichael - Colin Firth som Harry Bright - Stellan Skarsgård som Bill Anderson - Dominic Cooper som Sky - Philip Michael som Pepper 1. 2. 3. 4. 5. |                |              |              |
| Tabell (2008) | Topp- position | Sålda kopior | Certifiering |
| United World Chart | 1              | 3 000 000+   | Platinum     |
| UK Top 20 Compilations Chart | 1              | 300 000+     | Platinum     |
| Sweden Top 40 | 1              | 100 000+     | 2 x Platinum |
| French Top 200 Chart | 8              | 200 000+     | Platinum     |
| Australian ARIA Albums Chart | 1              | 140 000+     | 2xPlatinum   |
| New Zealand Top 40 | 1              | 30 000+      | 2xPlatinum   |
| Irish Albums Chart | 1              | 20 000+      | Platinum     |
| Austrian Albums Chart | 1              | 30 000+      | Platinum     |
| Greek Top 50 Albums Chart | 1              | 30 000+      | 2 x Platinum |
| Norway Albums Chart | 1              | 40 000+      | Platinum     |
| Finnish Albums Chart | 1              | 30 000+      | Platinum     |
| Danish Albums Chart | 1              | 30 000+      | Platinum     |
| Swiss Albums Chart | 1              | 30 000+      | Platinum     |
| Hungarian Top 40 Albums Chart | 1              | 30 000+      | 2 x Platinum |
| Canadian Top 100 Albums Chart | 1              | 80 000+      | Platinum     |
| German Top 100 Albums Chart | 2              | 80 000+      | Gold         |
| Czech Republic Albums Chart | 1              | 10 000+      | Gold         |
| Mexican Top 100 Albums Chart | 2              | 50 000+      | Gold         |
| Mexican Top 20 International Albums Chart | 2              | 50 000+      | Gold         |
| Dutch Top Albums | 5              | 30 000+      | Gold         |
| Polish Albums Chart | 1              | 20 000+      | Platinum     |
| Spanish Top 100 Albums Chart | 1              | 40 000+      | Gold         |
| Brazil Top 40 Albums | 21             | 30 000+      |              |
| Argentinian Albums Chart | 2              | 50 000+      | Platinum     |
| Estonian Albums Chart | 2              | 5 000+       |              |
| Global Albums Chart | 1              |              |              |
| European Top 100 Albums Chart | 3              | 1 000 000+   | Platinum     |
| Top Internet Albums | 1              |              |              |
| US Billboard 200 | 1              | 1 000 000+   | Platinum     |
| US Comprehensive Charts | 1              |              |              |
| US Top Digital Albums | 1              |              |              |
| US Billboard Top Soundtracks | 1              |              |              |
| Portuguese Top 30 Albums Chart | 1              | 40 000+      | 2 x Platinum |
| Belgium Flemish Album Chart | 5              |              |              |
| Belgium Wallonia Album Chart | 7              |              |              |
| Italian Compilation Chart | 1              |              |              |